# Canton de Saint-Bonnet-le-Château
Le canton de Saint-Bonnet-le-Château est une ancienne division administrative française située dans le département de la Loire et la région Rhône-Alpes.

## Géographie
Ce canton était organisé autour de Saint-Bonnet-le-Château dans l'arrondissement de Montbrison. Son altitude variait de 422 m (Saint-Maurice-en-Gourgois) à 1 149 m (Estivareilles) pour une altitude moyenne de 874 m.

## Représentation

### Conseillers d'arrondissement (de 1833 à 1940)
| Période                                  | Période | Identité                             | Étiquette       | Qualité |
| ---------------------------------------- | ------- | ------------------------------------ | --------------- | --- |
| 1833                                     | 1845    | Pierre Martial (1789-1864)           |                 | Négociant à Saint-Bonnet-le-Château                                                                         |
| 1845                                     | 1848    | Pierre Clément Desmales              |                 | Avocat, notaire, maire d'Usson-en-Forez                                                                     |
|                                          |         |                                      |                 | |
| 1861                                     |         | Pierre Antoine Poncetton (1820-1880) |                 | Notaire à Usson-en-Forez                                                                                    |
|                                          |         |                                      |                 | |
| 1931                                     | 1940    | Marcel Rollin                        | Union nationale | Adjoint au maire de Saint-Hilaire                                                                           |
| 1940                                     |         |                                      |                 | Les conseils d'arrondissement ont été suspendus par la loi du 12 octobre 1940 et n'ont jamais été réactivés |
| Les données manquantes sont à compléter. |         |                                      |                 | |

### Conseillers généraux de 1833 à 2015
| Période     | Période          | Identité                                                  | Étiquette            | Qualité |
| ----------- | ---------------- | --------------------------------------------------------- | -------------------- | --- |
| 1833        | 1842             | Fidèle Lucien Bouchetal Laroche (1803-1899)               | Bonapartiste         | Procureur du Roi près le Tribunal civil de Saint-Étienne Propriétaire, maire de Saint-Bonnet-le-Château                                                                                           |
| 1842        | 1845 (décès)     | Jean-Louis Baleyguier (1762-1845)                         |                      | Juge de paix du canton de Saint-Bonnet-le-Château |
| 1845        | 1879 (décès)     | Pierre-Christophe Régis Bouchetal Laroche (1798-1879)     | Majorité dynastique  | Conseiller de préfecture, maire de Saint-Bonnet-le-Château Député (1852-1870) |
| 1879        | 1892             | Antoine Bouchetal Laroche (fils de F.L.Bouchetal Laroche) | Droite               | Ancien lieutenant dans la Garde nationale mobile de la Loire Propriétaire à Saint-Bonnet-le-Château                                                                                               |
| 1892        | 1925 (décès)     | Louis Maurin                                              | Républicain (Droite) | Propriétaire - Maire d'Estivareilles |
| 1925        | 1940             | Joannès Vignal                                            | URD                  | Maire de Saint-Bonnet-le-Château |
|             |                  |                                                           |                      | |
| 1943        | 1945             | Antoine Thavaud                                           |                      | Notaire Maire de Saint-Bonnet-le-Château Nommé conseiller départemental en 1943 |
|             |                  |                                                           |                      | |
| 1945        | 1949             | Albert Bertucat                                           | Rad.                 | Docteur en médecine Médecin de l'hospice et conseiller municipal de Saint-Bonnet-le-Château |
| 1949        | 1955             | Joannès Guichard-Lombardi                                 | MRP                  | Magasinier à la Verrerie de Saint-Galmier, à Veauche |
| 1955        | 1965 (démission) | Pierre Chouvelon                                          | PPUS                 | Maire d'Usson-en-Forez |
| 16 mai 1965 | 1973             | Régis Reymondon (1908-1990)                               | app. UDR             | Cultivateur Maire de Saint-Maurice-en-Gourgois |
| 1973        | 1979             | Étienne Furtos (1913-2011)                                | DVD                  | Chef d'entreprise Maire d'Unias Conseiller régional |
| 1979        | 1985             | Jean Fouilloux                                            | DVD                  | Maire de Saint-Hilaire-Cusson-la-Valmitte (1977-2014) |
| 1985        | 2011             | Bernard Fournier                                          | RPR puis UMP         | Conseil en entreprise Sénateur depuis 1997 Adjoint au Maire de Saint-Nizier-de-Fornas Président de la Communauté de Communes du Pays de Saint-Bonnet-le-Château Vice-Président du Conseil Général |
| 2011        | 2015             | Iwan Mayet                                                | UMP                  | Retraité de la Fonction publique Maire de Saint-Maurice-en-Gourgois jusqu'en 2014 |

## Composition
Le canton de Saint-Bonnet-le-Château groupait onze communes et comptait 6 991 habitants (recensement de 1999 sans doubles comptes).
| Communes                         | Population (2012) | Code postal | Code Insee |
| -------------------------------- | ----------------- | ----------- | ---------- |
| Aboën                            | 234               | 42380       | 42001      |
| Apinac                           | 304               | 42550       | 42006      |
| Estivareilles                    | 520               | 42380       | 42091      |
| Merle-Leignec                    | 235               | 42380       | 42142      |
| Rozier-Côtes-d'Aurec             | 359               | 42380       | 42192      |
| Saint-Bonnet-le-Château          | 1 562             | 42380       | 42204      |
| Saint-Hilaire-Cusson-la-Valmitte | 259               | 42380       | 42235      |
| Saint-Maurice-en-Gourgois        | 1 277             | 42240       | 42262      |
| Saint-Nizier-de-Fornas           | 585               | 42380       | 42266      |
| La Tourette                      | 424               | 42380       | 42312      |
| Usson-en-Forez                   | 1 232             | 42550       | 42318      |

## Démographie
| 1962  | 1968  | 1975  | 1982  | 1990  | 1999  | 2006  | 2011  | 2012  |
| ----- | ----- | ----- | ----- | ----- | ----- | ----- | ----- | ----- |
| 8 238 | 7 869 | 7 197 | 6 713 | 6 680 | 6 991 | 7 947 | 8 592 | 8 602 |